# Sääminginsalo
Sääminginsalo é uma ilha da Finlândia (1.069 km² de área). É uma ilha em Savo, Finlândia Oriental e é rodeada pelo lago Grande Saimaa (Haukivesi, Puruvesi e Pihlajavesi). Em certas listas Soisalo é por vezes considerada a maior ilha da Finlândia, mas tecnicamente não é uma ilha verdadeira porque os lagos que a rodeiam não estão ao mesmo nível.